# Euthalia mahadeva
Espèce
Euthalia mahadeva est un papillon de la famille des Nymphalidae, de la sous-famille des Limenitidinae et du genre Euthalia.

## Dénomination
Euthalia mahadeva a été décrit  par Frederic Moore en 1859 sous le nom initial d' Adolias mahadeva.

### Sous-espèces
- Euthalia mahadeva mahadeva; présent à Java.
- Euthalia mahadeva binghami de Nicéville, 1895; présent en Birmanie et en Thaïlande
- Euthalia mahadeva rhamases Staudinger, 1889; présent aux Philippines
- Euthalia mahadeva sakii de Nicéville, 1894; présent dans le nord-est de Sumatra.
- Euthalia mahadeva sericea Fruhstorfer, 1896; présent à Nias
- Euthalia mahadeva zichri (Butler, 1869); présent à Bornéo.
- Euthalia mahadeva zichrina Fruhstorfer, 1904; présent en Malaisie et  en Thaïlande[1],[2].

## Description
C'est un grand papillon aux ailes antérieures à apex anguleux et bord externe concave et ailes postérieures à angle anal anguleux.
Les ailes du mâle sont, sur le dessus,  marron avec aux ailes postérieures une bande marginale bleu-gris, et le revers est beige marbré. Les ailes de la femelle sont beige marbré.

## Écologie et distribution
Euthalia mahadeva est présent en Birmanie, en Thaïlande, en Malaisie, aux Philippines, à Bornéo, à Sumatra et à Nias .

### Protection
Pas de statut de protection particulier.